# Golenić
Golenić falu Horvátországban Verőce-Drávamente megyében. Közigazgatásilag Szalatnokhoz tartozik.

## Fekvése
Verőcétől légvonalban 26, közúton 39 km-re délkeletre, községközpontjától légvonalban 6, közúton 10 km-re délnyugatra, Nyugat-Szlavóniában, a Papuk-hegység területén, nagy kiterjedésű erdők között fekszik.

## Története
A település a török uralom idején keletkezett Boszniából érkezett pravoszláv vlachok betelepítésével. A lakosság a térség 1684-es török uralom alóli felszabadítása során elmenekült, így Szlavónia településeinek 1698-as összeírásában sem szerepel. A 18. századtól újra benépesült, de helye többször is változott. Közben többször kiürült és újratelepült.
Az első katonai felmérés térképén „Dorf Gollenics” néven találjuk. Lipszky János 1808-ban Budán kiadott repertóriumában „Golenich” néven szerepel. Nagy Lajos 1829-ben kiadott művében „Golenich” néven 32 házzal, 2 katolikus és 274 ortodox vallású lakossal szerepel.
1869-ben 26, 1910-ben 190 lakosa volt. 1910-ben a népszámlálás adatai szerint lakosságának 28%-a szerb, 27%-a horvát, 25%-a magyar, 5%-a német anyanyelvű volt. Verőce vármegye Szalatnoki járásának része volt. Az első világháború után 1918-ban az új szerb-horvát-szlovén állam, majd később (1929-ben) Jugoszlávia része lett. Történetének fénykorát a 20. század közepén élte. A falut a Svetinja-forrás által táplált vízvezeték látta el ivóvízzel. A lakosság főként állattartásból és erdészeti munkákból élt. 1954-ben megalakult az önkéntes tűzoltóegylet. A lakosság száma az utóbbi évtizedekben folyamatosan csökkent. 1991-ben a falu 53 főnyi lakosságának 91%-a horvát, 6%-a szerb nemzetiségű volt. 2011-ben a településnek 22 lakosa volt, többnyire idős emberek.

## Lakossága
| Lakosság változása | Lakosság változása | Lakosság változása | Lakosság változása | Lakosság változása | Lakosság változása | Lakosság változása | Lakosság változása | Lakosság változása | Lakosság változása | Lakosság változása | Lakosság változása | Lakosság változása | Lakosság változása | Lakosság változása | Lakosság változása |
| ------------------ | ------------------ | ------------------ | ------------------ | ------------------ | ------------------ | ------------------ | ------------------ | ------------------ | ------------------ | ------------------ | ------------------ | ------------------ | ------------------ | ------------------ | ------------------ |
| 1857               | 1869               | 1880               | 1890               | 1900               | 1910               | 1921               | 1931               | 1948               | 1953               | 1961               | 1971               | 1981               | 1991               | 2001               | 2011               |
| 0                  | 26                 | 30                 | 43                 | 49                 | 190                | 165                | 216                | 310                | 295                | 210                | 139                | 89                 | 53                 | 35                 | 22                 |

(1857-ben lakosságát Lukavachoz számították. 1900-ig településrészként.)

## Nevezetességei
Egyetlen szakrális építménye a fa harangláb. Az egykori népszerű kirándulóhelyen a turizmus ma újra kezd feléledni.